# Amtsrådsvalg
Et amtsrådsvalg var et politisk valg til Danmarks amtsråd. Det blev afholdt hvert fjerde år frem til og med 2001. 
Valgene til amtsrådene fandt sted den tredje tirsdag i november samtidig med valgene til landets kommunalbestyrelser. De to valg blev samlet betegnet som kommunalvalg.

## Amtrådsvalg 2001
De sidste amtsrådsvalg i Danmark blev afholdt i 2001, hvor vælgerne valgte medlemmer til de i alt 14 amtsråd. Det sidste valg var særligt, fordi der foruden valget til kommunalbestyrelserne også var valg til Folketinget. Det såkaldte triple-valg førte til markant flere afgivne stemmer ved amtsrådsvalgene, idet 3.029.487 afgav en gyldig stemme. Det var cirka 540.000 flere end ved amtsrådsvalget 1997. Antallet af afgivne gyldige stemmer var betydeligt lavere end til de samtidige valg til kommunalbestyrelser (3.471.416 gyldige stemmer) og Folketing (3.449.668 gyldige stemmer), men tallene for antal afgivne gyldige stemmer kan ikke sammenlignes direkte fordi antallet af stemmeberettigede vælgere var forskellige. Der var færre vælgere til amtrådsvalg end til kommunalvalg fordi Københavns og Frederiksberg Kommuner var udenfor amtsinddellingen, og der var flere stemmeberettigede vælgere til amtsrådsvalg end til folketingsvalg fordi også udenlandske statsborgere havde stemmeret til kommunal- og amtsrådsvalg.